# 521
521(오백이십일)은 520보다 크고 522보다 작은 자연수다. 

## 수학
- 98번째 소수다. 앞의 소수는 509, 다음 소수는 쌍둥이 소수인 523이다.
- 피타고라스 삼조의 빗변의 길이이다. ({\displaystyle 279^{2}+440^{2}=521^{2}})[a]
- 13번째 뤼카 수다. 앞의 뤼카 수는 322, 다음은 843이다.
- {\displaystyle 521=11^{2}+20^{2}}
  - 서로 다른 두 자연수의 제곱합으로 나타낼 수 있는 수다.
- {\displaystyle 521=2^{9}+3^{2}}
- {\displaystyle 5^{10}-1}은 521로 나누어떨어진다.

## 과학
- NGC 521(영어판): 고래자리 방향에 있는 막대나선은하.

## 교통

### 항공
- 에미레이트 항공 521편 동체착륙 사고

### 철도
- 수도권 전철 5호선 오목교역의 역번호.
- 서일본 여객철도 521계 전동차(일본어판)

### 도로
- 현도 제521호선

## 군사
- U-521(영어판, 독일어판): 제2차 세계 대전에 사용된 나치 독일의 군용 잠수함.

## 문화유산
- 대한민국의 보물 제521호: 영천 숭렬당
- 대한민국의 사적 제521호: 서울 원효로 예수성심성당

## 방송
- KT HCN의 FTV 채널 번호.

## 기타
- 날짜: 5월 21일
- 연도: 521년, 기원전 521년